# خودارضایی (خیریه)

نشان‌واره مراسم جهانی خودارضایی برگرفته از گونه‌ای جادوی روم باستان برای خوش‌شناسی.

مراسم جهانی خودارضایی، (به انگلیسی: Masturbate-a-thon) رویدادی است که در آن گروهی از مردم به جهت جمع‌آوری پول برای امور خیریه و همچنین افزایش آگاهی عمومی و از میان بردن شرم و تابوی مرتبط با خودارضایی، اقدام به جلق زدن می‌کنند. طی سال‌های گذشته این رویداد توانسته بیش از ۲۵٬۰۰۰ دلار آمریکا برای اموری همچون سلامت زنان و مبارزه با ایدز، آموزش و درمان در سازمان‌ها و بحث در خصوص آمیزش جنسی امن و دیگر روش‌های جایگزین سکس، هزینه جمع‌آوری کند.
در این مراسم به هر کس که بتواند بیش‌ترین پول را جمع‌آوری کند و به بیش‌ترین تعداد و طولانتی‌ترین اوج لذت جنسی یا ارگاسم دست پیدا کند، جایزه افتخار داده می‌شود.

## تاریخچه

نشان‌واره مراسم جهانی جلق در سال ۲۰۰۶.

فروشگاه گود وایبریشنز ماه می ۱۹۹۵ را «ماه خودارضایی» نامید. از آن زمان تا کنون مردم به گردآوری پول برای خیره از این راه تشویق شدند.
در ۱۹۹۹ دیگر شرکت‌ها نیز به این مراسم پیوستند. شعار «هدف‌مند استمنا کنید» توسط ریچل ونینگ، بنیان‌گذار فروشگاه اسباب‌بازی‌های جنسی بیبلند، که شعبه‌هایی در سیاتل، واشینگتن، بروکلین و منهتن دارد، برای این مراسم ابداع شد.
مراسم جهانی جلق در اروپا نخستین بار در شهر لندن و به تاریخ اوت ۲۰۰۶ برگزار شد. صدها تن در این مراسم برای سازمان‌های خیریه پول جمع‌آوری کردند. مستند این مراسم توسط زیگ‌زاگ پروداکشنز ساخته شد. با این حال برنامه‌ای برای پبخش در کانال ۴ انگلیس به نام هفته جلق تدارک دیده شده بود که پخش آن ممنوع شد.
مراسم خودارضایی مونترئال یا «فستیوال جلق» در می ۲۰۱۳ برگزار شد و پول حاصل از آن برای سازمان‌های آگاهی‌دهنده در رابطه با مسائل جنسی جوانان و بزرگ‌سالان مورد بهره‌وری قرار گرفت.